# Lordos
Lordos, lordosis, är ett medicinskt begrepp som används för att beskriva en böjning av ryggraden som ger en större svank. Halsryggen, med sina 7 kotor, och ländryggen, med sina 5 kotor, har normalt en sådan krökning som vetter bakåt. En stor lordos kallas ibland för svankrygg. Vanliga orsaker till detta innefattar spända nedre ryggmuskler, stor fettvävnad och graviditet. Lordos kan även orsakas av kopparbrist eller rakit.
Det finns ingen vedertagen, allmängiltig definition av lordos; utgångspunkten är vanligen smärta i ländryggen och förebyggande arbete. Vid bedömningen tas saker i beaktande som ålder, kön, vikt, vighet och muskelstyrka. Kvinnor har mer svank än män.

## Övrig användning
Inom radiologi är en lordotisk vy en röntgenbild tagen av en patient som lutar sig bakåt.